# Holopleuridia maculosa
Holopleuridia maculosa is een keversoort uit de familie somberkevers (Zopheridae). De wetenschappelijke naam van de soort werd in 1876 gepubliceerd door Edmund Reitter.